# Spindale
Spindale é uma cidade  localizada no estado norte-americano de Carolina do Norte, no Condado de Rutherford.

## Demografia
Segundo o censo norte-americano de 2000, a sua população era de 4022 habitantes.
Em 2006, foi estimada uma população de 3930, um decréscimo de 92 (-2.3%).

## Geografia
De acordo com o United States Census Bureau tem uma área de
14,3 km², dos quais 14,3 km² cobertos por terra e 0,0 km² cobertos por água.

## Localidades na vizinhança
O diagrama seguinte representa as localidades num raio de 16 km ao redor de Spindale.